# Macaranga densiflora
Macaranga densiflora är en törelväxtart som beskrevs av Otto Warburg. Macaranga densiflora ingår i släktet Macaranga och familjen törelväxter. Inga underarter finns listade i Catalogue of Life.